# Hermia (Tampere)
Hermia (en finnois : Hermia tiedepuisto) est un parc scientifique situé dans le quartier de Hervanta à Tampere en Finlande.

## Description
Situé à proximité de l'Université technologique de Tampere, le parc regroupe des entreprises et des instituts de recherche.

## Organismes du parc
Parmi les 150 organismes du parc :